# Karl Augustesen
Karl Augustesen, född 1945, är en dansk astronom.
Han var verksam vid Brorfelde-observatoriet.
Minor Planet Center listar honom som upptäckare av 6 asteroider.
Asteroiden 5171 Augustesen är uppkallad efter honom.

## Asteroider upptäckta av Karl Augustesen
| 3033 Holbaek [A][B]                                                           | 5 mars 1984      |
| 3309 Brorfelde [C]                                                            | 28 januari 1982  |
| 3318 Blixen [A]                                                               | 23 april 1985    |
| 3369 Freuchen [A]                                                             | 18 oktober 1985  |
| 3596 Meriones [A]                                                             | 14 november 1985 |
| 3934 Tove [A][B]                                                              | 23 februari 1987 |
| 5320 Lisbeth [A][B]                                                           | 14 november 1985 |
| 5321 Jagras [A][B]                                                            | 14 november 1985 |
| Upptäckt tillsammans med: A Poul Jensen B Hans Jørn Fogh Olsen C K. S. Jensen |                  |